# Фуросики

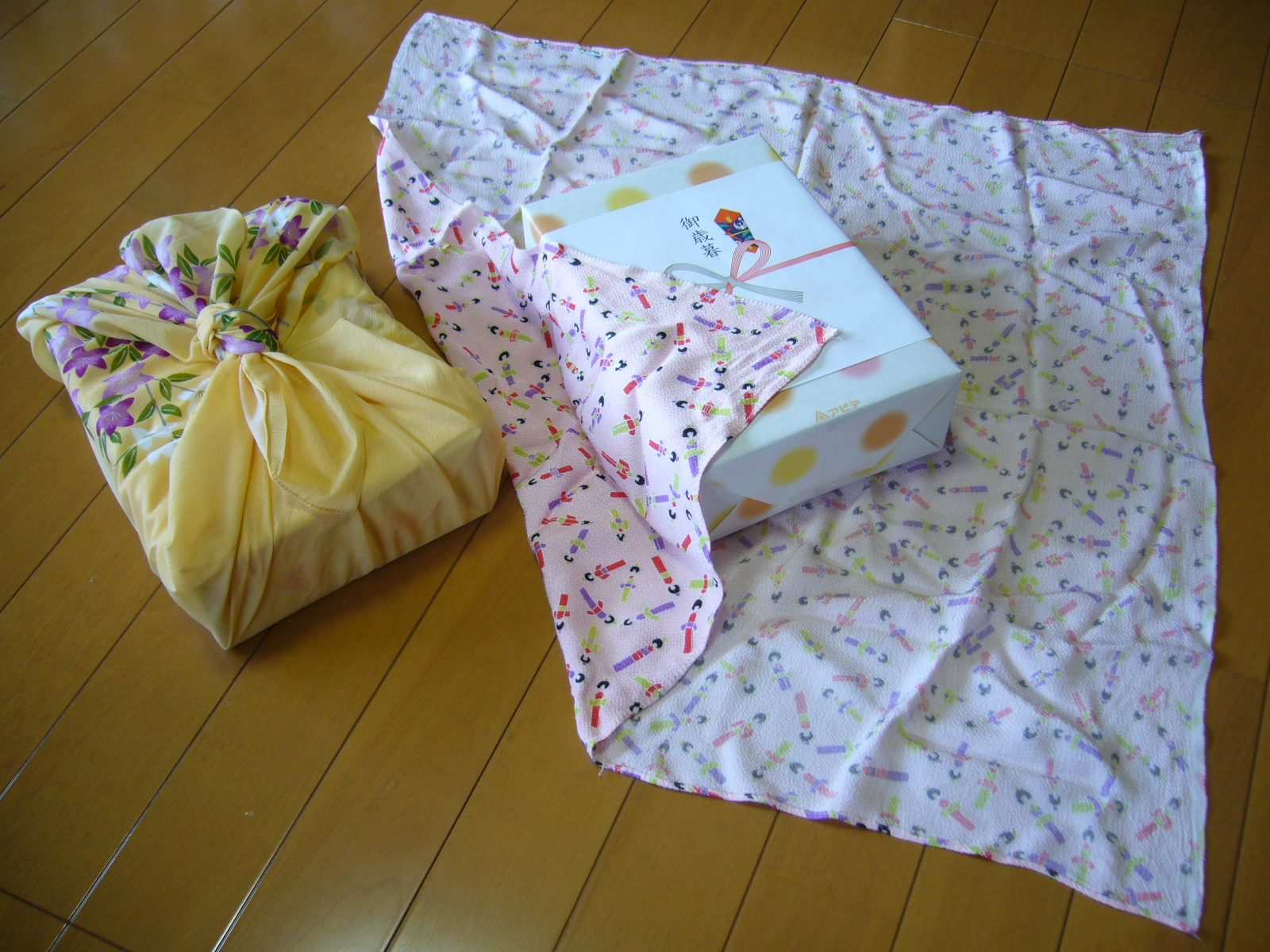
Современные фуросики — популярная и экологичная альтернатива обёрточной бумаге.

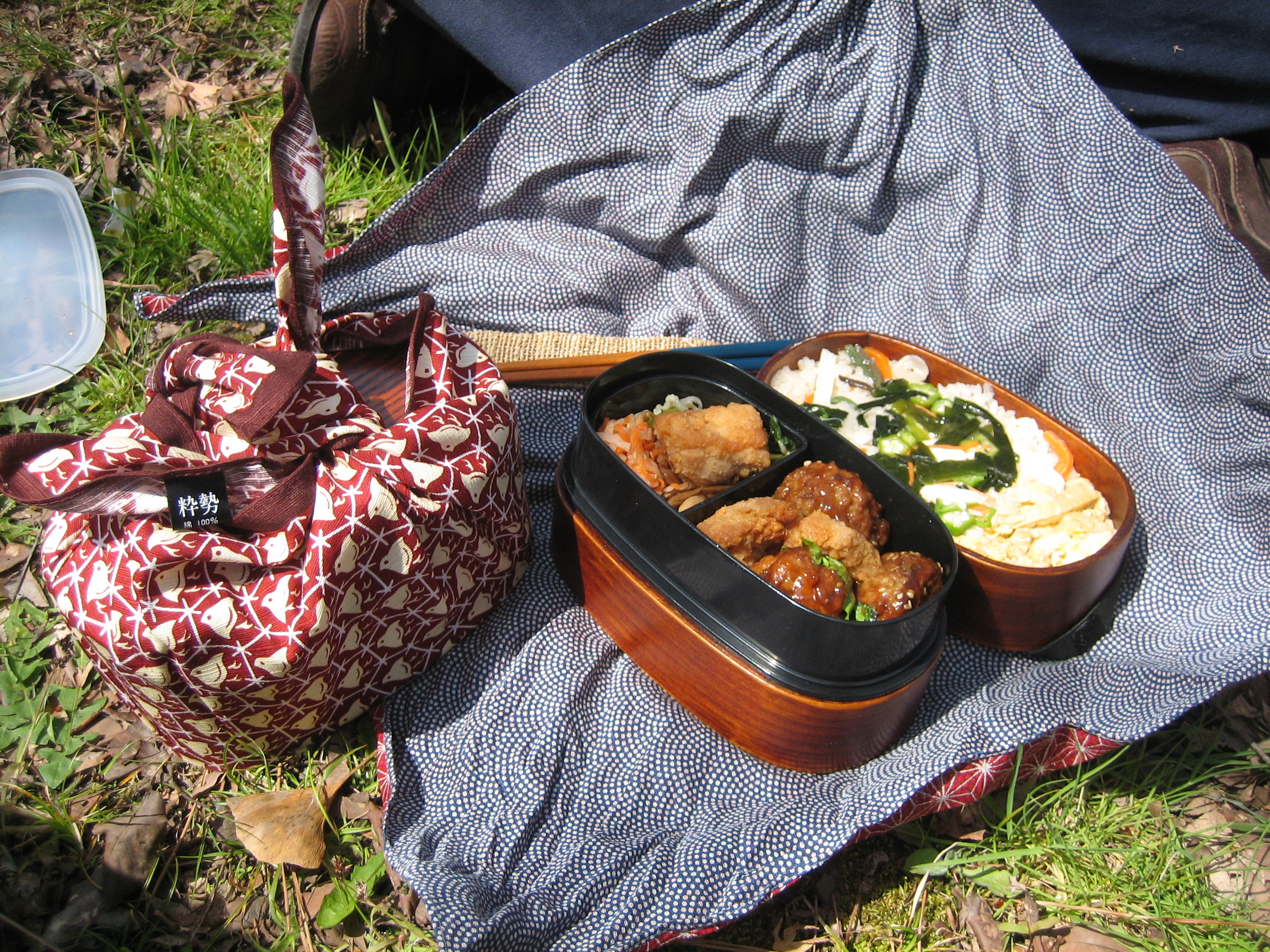
Две коробки с домашним бэнто, принесённые с собой в фуросики.

Фуросики  (яп. 風呂敷) — буквально переводится как «банный коврик» и представляет собой квадратный кусок ткани, который использовался для заворачивания и переноски предметов любых форм и размеров.
В старину в японских банях (офуро) было принято ходить в лёгких хлопковых кимоно, которые посетители приносили с собой из дома. Купальщик также приносил специальный коврик (сики), на котором стоял, пока раздевался. Переодевшись в «банное» кимоно — юката (яп. 浴衣, «одежда для ванны»), посетитель оборачивал свою одежду ковриком, а после бани заворачивал в коврик мокрое кимоно, чтобы донести его до дома.
Таким образом, коврик для бани превратился в многофункциональную сумку.
Лёгкость сворачивания и прочность стали определяющими в подходе к выбору ткани для фуросики. Толстые ткани уступили место более тонким и прочным. Постепенно большинство фуросики стали изготавливать из хлопковых тканей. Сегодня фуросики делают из хлопка, шёлка и смешанных тканей, со стороной 40-80 см.
Фуросики очень удобен в применении: ткань принимает форму предмета, который вы заворачиваете, а ручки позволяют легко перенести груз. Кроме того, подарок, завёрнутый не в жесткую бумагу, а в мягкую многослойную ткань, приобретает особую выразительность.
Более всего распространены фуросики со стороной 45 см и 68-72 см, хотя не существует стандартизированных размеров: они могут колебаться от носовых платков до размеров спального белья.